# Kirchdorf (Obersiggenthal)

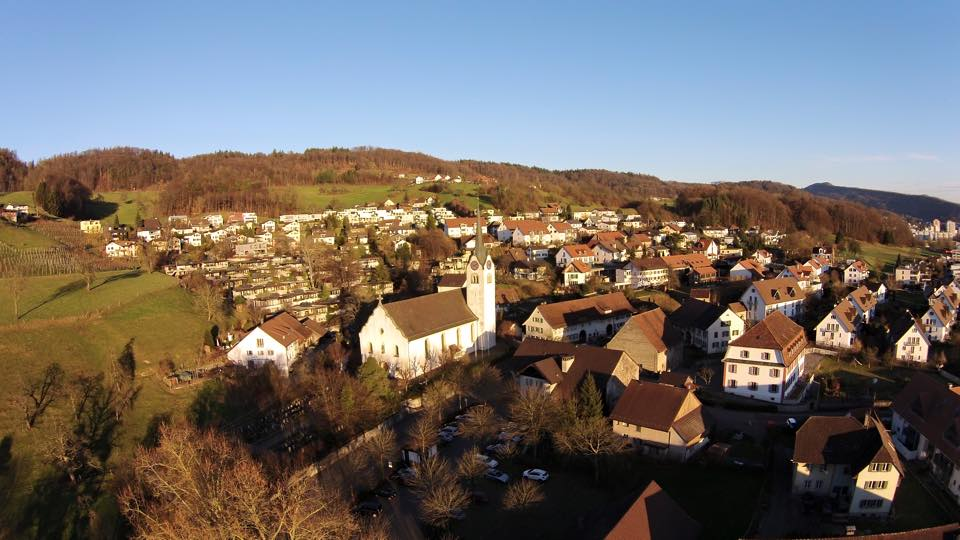
Kirchdorf von oben

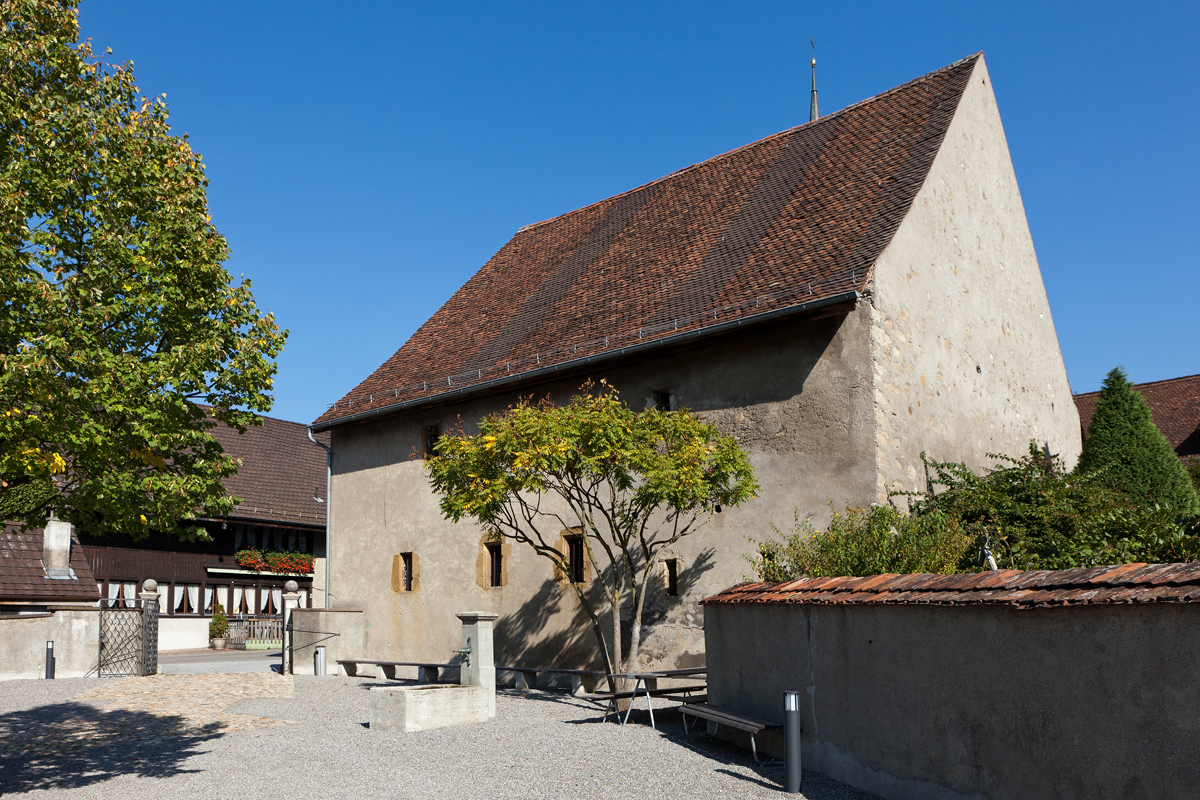
Pfarrscheune in Kirchdorf

Kirchdorf ist ein Ortsteil der Gemeinde Obersiggenthal im Kanton Aargau.

## Geografie
Kirchdorf liegt im von der Limmat von Ost nach West durchflossenen unteren Limmattal. Kirchdorf grenzt an die Gemeinde Untersiggenthal sowie an den Ortsteil Nussbaumen der Gemeinde Obersiggenthal. Miteinander verbunden werden sie durch die Landstrasse.

## Geschichte

Luftbild aus 400 m über Kirchdorf und Nussbaumen von Walter Mittelholzer (1919)

Die Geschichte dieses Dorfes hängt – wie es der Name schon vermuten lässt – stark mit der Kirche zusammen. Die Kirche geht auf eine vermutlich im 9. Jahrhundert errichtete Eigenkirche zurück, die später zur Pfarrkirche für das ganze Tal zwischen Baden und der Mündung in die Aare wurde. In einer Bulle von Papst Hadrian IV. wird der Ortsname 1157 als »Chilotorf« erstmals bezeugt. Am 23. Oktober 1231 bestätigt Bischof Konrad II. von Konstanz den Gütertausch zwischen den Grafen von Kyburg über Vogtrechte auf dem Dinghof von St. Blasien in Kirchdorf gegen Lehen in Oberrieden an Abt Hermann des Klosters St. Blasien. In der Urkunde betreffs Gütertausch zu Händen ihrer Vögte, König Konrad III. und Herzog Konrad von Zähringen zwischen dem Kloster Elchingen und dem Kloster St. Blasien datiert in Nawen, vom 23. September 1150 wird Kilchdorff zusammen mit Baden, Nuss(b)omen, Ărendingen und Siggingen genannt.

## Infrastruktur
Im Ort befindet sich ein Restaurant. Weiters gibt es ein Alterszentrum, eine Autowerkstatt, zwei Beherbergungsbetriebe, einen Kindergarten, einen Coiffeur, einen Metzger und einen Friedhof.

## Sehenswürdigkeiten
- Katholische Pfarrkirche St. Peter und Paul, 1678 anstelle des eingestürzten Vorgängerbaus errichtet, der Kirchturm geht bis auf die erste Hälfte des 12. Jahrhunderts zurück. Westfassade 1899 mit Jugendstil-Elementen neu erstellt. Innen eine klassizistisch geprägte Kirchenausstattung.
- Der herrschaftliche Pfarrhof, 2-stöckig mit mächtigem Mansarddach, der Keller mit Kreuzgewölben. Das rechteckige Portal überhöht von Rokoko-Wappenkartouche mit dem Baudatum 1769 im Segmentbogen, gefelderte Haustüre. Im Haus ein bemalter Kachelofen aus dem Anfang des 18. Jahrhunderts.
- Die ehemalige Zehntscheune des Klosters St. Blasien, erbaut im Jahr 1560, ist ein spätgotischer Bruchsteinmauerbau mit mächtigem Satteldach und Rundbogentor. Eines der ältesten datierbaren Ökonomiegebäude im Aargau; der ursprüngliche Nutzungszweck ist allerdings nicht gesichert.

## Veranstaltungen
Jedes Jahr gibt es ein Fest zum Sommerabschluss am letzten Samstag der Schulsommerferien. Alle fünf Jahre wird im Spätsommer ein grosses Dorffest durchgeführt, die "Sichlete".